# Ванкувер (гора)
Гора Ванкувер (англ. Mount Vancouver) — вершина, находящаяся на границе территории Юкон и штата Аляска. Является частью гор Святого Ильи. Находится на границе двух Национальных парков — Клуэйн и Рангел-Сент-Элайас. Является седьмой по высоте горой в Канаде и пятнадцатой — в Северной Америке.
Гора имеет три вершины: северную, среднюю и южную, причём средняя вершина является самой низкой. Южная вершина (пик Добрососедства) достигает высоты 4785 метров и находится на самой государственной границе, в то время как северная вершина немного выше и достигает высоты 4812 метров.
Вершина была названа Уильямом Хэйли Доллом в 1874 году в честь Джорджа Ванкувера, который исследовал юго-восточное побережье Аляски с 1792 по 1794 год.

## История
В 1900 году исследователь и географ Генри Ганнетт рассчитал высоту вершины, равную 4774 метрам. Согласно же словарю высот Канады, высота горы по состоянию на 1903 год составляла 4760 метров.

### Восхождения
- (5 июля) 1949 год (северо-западный хребет; северная вершина): Уильям Хейнсворт, Алан Брюс-Робертсон, Боб Маккартер, Ноэль Оделл[6][7].
- 1975 год (северная вершина): Клифф Кантор, Боб Дангел, Пол Леду, Роб Милн, Хэл Мюррей, Боб Уокер, Джон Йейтс и Бартон де Волф[8].
- 1977 год (западный склон): Джон Лаухлан, Джон Калверт, Тревор Джонс и Майк Сойер[9].